# 17049 Miron
17049 Miron este o planetă minoră (asteroid), cu un diametru de 3,707 km, din centura de asteroizi. A fost descoperită pe 19 martie 1999 la Experimental Test Site⁠(d) de Lincoln Near-Earth Asteroid Research. 
Obiectul prezintă o orbită caracterizată de o semiaxă mare de 2,5343746 UAi, o excentricitate de 0,06, o înclinație de 5,33778 ° în raport cu ecliptica.